# Guillermo Cano World Press Freedom Prize
Der Guillermo Cano World Press Freedom Prize ist ein Preis, der jährlich von der UNESCO verliehen wird. Der Preis wurde 1997 geschaffen und soll eine Person, Organisation oder Institution ehren, die sich in besonderer Weise, insbesondere unter Gefahr, für die Pressefreiheit eingesetzt hat. 
Der Preis ist mit 25.000 US-Dollar dotiert und wird jeweils am 3. Mai, dem Tag der Pressefreiheit, vergeben. Er ist benannt nach Guillermo Cano Isaza, dem Herausgeber der Zeitung El Espectador in Kolumbien, der in Bogotá am 17. Dezember 1986 ermordet wurde. Cano war eine vernehmbare Stimme der Kritik an den mächtigen Drogenbaronen im Land. 
Der Preisträger wird von 14 Mitgliedern einer unabhängigen Jury bestimmt, die vom UNESCO-Generaldirektor ausgewählt werden. Vorschlagsberechtigt sind UNESCO-Mitgliedsstaaten und Nichtregierungsorganisationen, die auf dem Gebiet der Pressefreiheit arbeiten. 
2011 wurde der zum Zeitpunkt der Preisverleihung inhaftierte iranische Journalist Ahmad Zeidabadi geehrt. Er hatte sich als ehemaliger Chefredakteur der Zeitung Azad und als Mitarbeiter der Zeitung Hamshahari in Teheran für bürgerliche Freiheiten eingesetzt.

## Preisträger
- 1997: Gao Yu, China
- 1998: Christina Anyanwu, Nigeria
- 1999: Jesús Blancornelas, Mexiko
- 2000: Nizar Nayyouf, Syrien
- 2001: Win Tin, Myanmar
- 2002: Geoffrey Nyarota, Simbabwe
- 2003: Amira Hass, Israel
- 2004: Raúl Rivero, Kuba
- 2005: Cheng Yizhong, China
- 2006: May Chidiac, Libanon
- 2007: Anna Politkowskaja, Russland (posthum)
- 2008: Lydia Cacho, Mexiko
- 2009: Lasantha Wickrematunge, Sri Lanka (posthum)
- 2010: Mónica González Mújica, Chile
- 2011: Ahmad Zeidabadi, Iran
- 2012: Eynulla Fatullayev, Aserbaidschan
- 2013: Reeyot Alemu, Äthiopien
- 2014: Ahmet Şık, Türkei
- 2015: Mazen Darwish, Syrien
- 2016: Xədicə İsmayılova, Aserbaidschan
- 2017: Dawit Isaak, Schweden
- 2018: Mahmud Abu Zeid, Ägypten
- 2019: Kyaw Soe Oo und Wa Lone, Myanmar
- 2020: Jineth Bedoya Lima, Kolumbien
- 2021: Maria Ressa, Philippinen
- 2022: Belarussischer Journalistenverband
- 2023: Niloofar Hamedi, Elaheh Mohammadi und Narges Mohammadi, Iran[3]
- 2024: An alle palästinensischen Journalisten, die über den Krieg im Gazastreifen berichten.
- 2025: La Prensa, Nicaragua